# Brussels Hoofdstedelijk Parlement (samenstelling 1989-1995)
Dit is een lijst van leden van het Brussels Hoofdstedelijk Parlement (BHP) van 1989 tot 1995. Het Brussels Hoofdstedelijk Parlement bestond toen uit 75 leden waarvan 64 uit de Franstalige taalgroep en 11 uit de Nederlandstalige taalgroep.
Deze legislatuur volgt uit de Brusselse gewestverkiezingen van 18 juni 1989 en ging van start op 12 juli 1989. De legislatuur eindigde op 11 april 1995.
Tijdens deze legislatuur was achtereenvolgens de regering-Picqué I in functie, die steunde op een meerderheid van PS, PSC, FDF-ERE, SP, CVP en de Volksunie. De oppositiepartijen waren dus PRL, Ecolo, FN, PVV/VLD, Agalev en Vlaams Blok.
De 64 Franstalige parlementsleden maken tevens deel uit van de Raad van de Franse Gemeenschapscommissie (COCOF) en de 11 Nederlandstalige parlementsleden van de Raad van de Vlaamse Gemeenschapscommissie (RVGC). Deze gemeenschapscommissies vormen samen de Gemeenschappelijke Gemeenschapscommissie. Deze gemeenschapscommissies vormen samen de Verenigde Vergadering van de Gemeenschappelijke Gemeenschapscommissie (VVGGC), waar gemeenschapsbevoegdheden waarvoor gemeenschappelijke overeenstemming tussen beide taalgroepen vereist is worden besproken.

## Samenstelling
| Begin legislatuur (1989) | Begin legislatuur (1989) | Begin legislatuur (1989) | Einde legislatuur (1995) | Einde legislatuur (1995) | Einde legislatuur (1995) |
| Fractie                  | Fractie                  | Zetels                   | Fractie                  | Fractie                  | Zetels                   |
| ------------------------ | ------------------------ | ------------------------ | ------------------------ | ------------------------ | ------------------------ |
|                          | PS                       | 18                       |                          | PS                       | 19                       |
|                          | PRL                      | 15                       |                          | PRL                      | 15                       |
|                          | FDF-ERE                  | 12                       |                          | FDF-ERE                  | 11                       |
|                          | PSC                      | 9                        |                          | PSC                      | 9                        |
|                          | Ecolo                    | 8                        |                          | Ecolo                    | 8                        |
|                          | CVP                      | 4                        |                          | CVP                      | 4                        |
|                          | FN-NF                    | 2                        |                          | FN-NF                    | 2                        |
|                          | PVV                      | 2                        |                          | VLD                      | 2                        |
|                          | SP                       | 2                        |                          | SP                       | 2                        |
|                          | Agalev                   | 1                        |                          | Agalev                   | 1                        |
|                          | Vlaams Blok              | 1                        |                          | Vlaams Blok              | 1                        |
|                          | Volksunie                | 1                        |                          | Volksunie                | 1                        |

Wijzigingen in fractiesamenstelling:
- In 1993 stapt Ghislaine Dupuis uit de FDF-ERE-fractie, waarna ze overstapt naar de PS-fractie.

## Lijst van de parlementsleden
| Volksvertegenwoordiger        | Fractie     | Taalgroep  | Opmerkingen |
| ----------------------------- | ----------- | ---------- | --- |
| Christine Blanchez            | PS          | Frans      | Vervangt vanaf 27 januari 1994 Jean-Louis Stalport, die administrateur-generaal van de RTBF wordt. Stalport verving van 12 juli 1989 tot 27 januari 1994 Raymonde Dury, die verkoos om in het Europees Parlement te blijven zetelen, en was tot 26 januari 1994 voorzitter van de commissie Sociale Zaken (VVGGC). |
| Jean Demannez                 | PS          | Frans      | Ondervoorzitter (BHP/VVGGC) en vanaf 12 januari 1990 voorzitter van de commissie Ruimtelijke Ordening, Grondbeleid en Huisvesting (BHP). |
| Jacques De Coster             | PS          | Frans      | Vanaf 23 februari 1990 voorzitter van de PS-fractie (COCOF) en vanaf 27 mei 1994 voorzitter van de commissie Administratie, Toerisme, Begroting en Internationale Betrekkingen (COCOF). |
| Diego Escolar                 | PS          | Frans      | Vanaf 15 december 1989 secretaris van de COCOF. |
| Sylvie Foucart                | PS          | Frans      | Vanaf 26 januari 1994 voorzitter van de commissie Sociale Zaken (VVGGC). |
| Andrée Guillaume-Vanderroost  | PS          | Frans      | Secretaris (BHP/VVGGC). |
| Marc Hermans                  | PS          | Frans      | Vervangt vanaf 12 januari 1990 Christian D'Hoogh, die voltijds burgemeester van Anderlecht wordt. |
| Louis Saelemaekers            | PS          | Frans      | Vervangt vanaf 18 november 1993 Charles Huygens, die bestuurder wordt bij de Haven van Brussel. |
| Viviane Jacobs                | PS          | Frans      | Voorzitter van de commissie Economische Zaken, Energie, Werkgelegenheidsbeleid en Wetenschappelijk Onderzoek (BHP). |
| Guy Lalot                     | PS          | Frans      | Tot 15 december 1989 secretaris van de COCOF. |
| Alain Leduc                   | PS          | Frans      | |
| Christian Magérus             | PS          | Frans      | |
| Serge Moureaux                | PS          | Frans      | Vanaf 14 juli 1989 voorzitter van de COCOF en vanaf 12 januari 1990 voorzitter van de PS-fractie (BHP/VVGGC). Eveneens tot 27 mei 1994 voorzitter van de commissie Gezondheid en Bijstand aan Personen (COCOF) en vanaf 27 mei 1994 voorzitter van de commissie Sociale Zaken en Residuaire Bevoegdheden (COCOF). |
| Anne-Sylvie Mouzon            | PS          | Frans      | Vervangt van 12 juli 1989 tot 12 januari 1990 Christian D'Hoogh als staatssecretaris in de Brusselse Hoofdstedelijke Regering en vanaf 12 januari 1990 Robert Hotyat, die staatssecretaris in de Brusselse Hoofdstedelijke Regering wordt. Hotyat was tot 12 januari 1990 voorzitter van de PS-fractie (BHP/VVGGC/COCOF) en voorzitter van de commissie Ruimtelijke Ordening, Grondbeleid en Huisvesting (BHP). |
| Joseph Parmentier             | PS          | Frans      | |
| Léon Paternoster              | PS          | Frans      | Vervangt vanaf 12 juli 1989 Charles Picqué, die minister in de Brusselse Hoofdstedelijke Regering wordt. |
| Victor Rens                   | PS          | Frans      | Vervangt vanaf 12 juli 1989 Léon Defosset, die verkiest om in de Kamer van Volksvertegenwoordigers te blijven zetelen. |
| Monique Van Tichelen          | PS          | Frans      | |
| Eric André                    | PRL         | Frans      | Vervangt vanaf 12 juli 1989 François-Xavier de Donnea, die lid wordt van het Europees Parlement. Eric André is ondervoorzitter vanaf 13 januari 1995 (BHP/VVGGC). |
| Marc Cools                    | PRL         | Frans      | Vanaf 18 oktober 1991 voorzitter van de PRL-fractie (COCOF). |
| Jean-Pierre de Clippele       | PRL         | Frans      | |
| Guillaume Eylenbosch          | PRL         | Frans      | Vervangt vanaf 13 januari 1995 Jacques Simonet, die schepen van Anderlecht wordt. Jacques Simonet was ondervoorzitter van 17 december 1991 tot 28 december 1994 (BHP/VVGGC). |
| Yves de Jonghe d'Ardoye d'Erp | PRL         | Frans      | |
| Stéphane de Lobkowicz         | PRL         | Frans      | |
| Bernard Guillaume             | PRL         | Frans      | |
| Hervé Hasquin                 | PRL         | Frans      | Tot 20 december 1991 ondervoorzitter van de COCOF en vanaf 13 december 1991 voorzitter van de PRL-fractie (BHP/VVGGC). |
| Evelyne Derny                 | PRL         | Frans      | Vervangt vanaf 29 januari 1993 Christian Lejeune, die bestuurder bij de bank Fortis wordt. Lejeune zelf verving van 17 december 1991 tot 28 januari 1993 Armand De Decker, die lid werd van de Kamer van Volksvertegenwoordigers. De Decker was tot 13 december 1991 voorzitter van de PRL-fractie in het BHP en de VVGGC en tot 18 oktober 1991 voorzitter van de PRL-fractie in de COCOF. |
| Marion Lemesre                | PRL         | Frans      | Voorzitter van de commissie Cultuur tot 20 december 1991 (COCOF) en vanaf 20 december 1991 ondervoorzitter van de COCOF. |
| Jean-Emile Mesot              | PRL         | Frans      | Vervangt vanaf 17 december 1991 Marie-Laure Stengers, die lid wordt van de Kamer van Volksvertegenwoordigers. Mesot was van 20 december 1991 tot 27 mei 1994 voorzitter van de commissie Cultuur (COCOF). |
| Claude Michel                 | PRL         | Frans      | Vanaf 19 juni 1992 voorzitter van de commissie Infrastructuur, Openbare Werken en Verkeerswezen (BHP). |
| Philippe van Cranem           | PRL         | Frans      | Vervangt vanaf 13 januari 1995 Jacques De Grave, die lid wordt van de Belgische Senaat. De Grave zelf verving van 17 december 1991 tot 12 januari 1995 Jacques Vandenhaute, die ook lid werd van de Belgische Senaat. Vandenhaute was ondervoorzitter tot 17 december 1991 (BHP/VVGGC). |
| Philippe Smits                | PRL         | Frans      | Vervangt vanaf 19 juni 1992 Willem Draps, die lid wordt van de Kamer van Volksvertegenwoordigers. Draps was tot 19 juni 1992 voorzitter van de commissie Infrastructuur, Openbare Werken en Verkeerswezen (BHP), Smits was vanaf 27 mei 1994 voorzitter van de commissie Opleiding, Onderwijs en Schoolvervoer (COCOF). |
| Alain Zenner                  | PRL         | Frans      | Vervangt vanaf 17 december 1991 Eric van Weddingen, die lid wordt van de Belgische Senaat. |
| Ghislaine Dupuis              | FDF-ERE     | Frans      | Stapt op 16 november 1993 over naar de PS-fractie. |
| Françoise Carton de Wiart     | FDF-ERE     | Frans      | Voorzitter van de commissie Leefmilieu, Natuurbehoud en Waterbeleid tot 18 oktober 1989 (BHP). |
| Bernard Clerfayt              | FDF-ERE     | Frans      | Vervangt vanaf 17 december 1991 Didier Van Eyll, die staatssecretaris in de Brusselse Hoofdstedelijke Regering wordt. Eerder verving Clerfayt van 12 juni 1989 tot 17 december 1991 Georges Désir, minister in de Brusselse Hoofdstedelijke Regering. Clerfayt is vanaf 19 oktober 1994 ondervoorzitter (BHP/VVGGC), Van Eyll was tot 16 december 1991 voorzitter van de FDF-ERE-fractie (BHP/VVGGC). |
| Jean-Pierre Cornelissen       | FDF-ERE     | Frans      | Tot 20 december 1991 ondervoorzitter van de COCOF en vanaf 16 december 1991 voorzitter van de FDF-ERE-fractie (BHP/VVGGC). |
| Serge de Patoul               | FDF-ERE     | Frans      | Vanaf 20 december 1991 voorzitter van de FDF-ERE-fractie (COCOF). |
| Nicole Dereppe-Soumoy         | FDF-ERE     | Frans      | |
| Michel De Herde               | FDF-ERE     | Frans      | Vervangt vanaf 13 januari 1995 Olivier Maingain, die schepen van Brussel wordt. Maingain was tot 20 december 1991 voorzitter van de FDF-ERE-fractie (COCOF). |
| Michel Hecq                   | FDF-ERE     | Frans      | Vervangt vanaf 22 juli 1994 Martine Payfa, die lid wordt van de Kamer van Volksvertegenwoordigers. Payfa was van 20 december 1991 tot 22 juli 1994 ondervoorzitter (COCOF) en van 27 mei tot 22 juli 1994 voorzitter van de commissie Gezondheid (COCOF). |
| François Roelants du Vivier   | FDF-ERE     | Frans      | Vervangt vanaf 12 juli 1989 Didier Gosuin, die staatssecretaris in de Brusselse Hoofdstedelijke Regering wordt. Roelants du Vivier was vanaf 18 oktober 1989 voorzitter van de commissie Leefmilieu, Natuurbehoud en Waterbeleid (BHP). |
| Pascale Govers                | FDF-ERE     | Frans      | Vervangt vanaf 7 februari 1991 Antoinette Spaak, die voltijds lid wordt van de Kamer van Volksvertegenwoordigers. |
| Christian-Guy Smal            | FDF-ERE     | Frans      | Vervangt vanaf 17 december 1991 Georges Désir, die lid wordt van de Belgische Senaat. Smal is vanaf 21 oktober 1994 ondervoorzitter van de COCOF en vanaf 7 december 1994 voorzitter van de commissie Gezondheid (COCOF). |
| Anne-Marie Vanpévenage        | FDF-ERE     | Frans      | Vervangt vanaf 19 oktober 1994 de overleden Jacques Maison. Maison was ondervoorzitter tot aan zijn overlijden op 20 augustus 1994 (BHP/VVGGC). |
| Richard Beauthier             | PSC         | Frans      | Vanaf 20 december 1991 ondervoorzitter van de COCOF. |
| Bernard de Marcken de Mercken | PSC         | Frans      | |
| Michel Demaret                | PSC         | Frans      | |
| Jean-Paul Dumont              | PSC         | Frans      | Vervangt vanaf 17 december 1991 Nathalie de T'Serclaes, die lid wordt van de Kamer van Volksvertegenwoordigers. De T'Serclaes was voorzitter van de PSC-fractie tot 16 december 1991 (BHP/VVGGC/COCOF). |
| Michel Lemaire                | PSC         | Frans      | Vervangt vanaf 24 maart 1994 Dominique Harmel, die minister in de Brusselse Hoofdstedelijke Regering wordt. Eerder verving Lemaire van 12 juli 1989 tot 24 maart 1994 minister in de Brusselse Hoofdstedelijke Regering Jean-Louis Thys. Lemaire is vanaf 27 mei 1994 voorzitter van de PSC-fractie in de COCOF en vanaf 27 mei 1994 voorzitter van de commissie Cultuur en Sport (COCOF), Dominique Harmel was tot 20 december 1991 ondervoorzitter van de COCOF en van 16 december 1991 tot 24 maart 1994 voorzitter van de PSC-fractie (BHP/VVGGC). |
| Jean Leroy                    | PSC         | Frans      | |
| Edouard Poullet               | PSC         | Frans      | Parlementsvoorzitter (BHP/VVGGC) en voorzitter van de commissie Financiën, Begroting, Openbaar Ambt, Externe Betrekkingen en Algemene Zaken (BHP). |
| Jean-Louis Thys               | PSC         | Frans      | Werd van 12 juli 1989 tot 24 maart 1994 als minister in de Brusselse Hoofdstedelijke Regering vervangen door Michel Lemaire. |
| Magdeleine Willame-Boonen     | PSC         | Frans      | Van 20 december 1991 tot 24 maart 1994 voorzitter van de PSC-fractie in de COCOF en vanaf 24 maart 1994 voorzitter van de PSC-fractie in het BHP en de VVGGC. |
| Alain Adriaensens             | Ecolo       | Frans      | |
| Philippe Debry                | Ecolo       | Frans      | |
| Annick de Ville de Goyet      | Ecolo       | Frans      | Vervangt vanaf 17 december 1991 Thierry De Bie, die uit de politiek stapt. |
| André Drouart                 | Ecolo       | Frans      | Secretaris (BHP/VVGGC). |
| Michel Duponcelle             | Ecolo       | Frans      | Secretaris (COCOF). |
| Paul Galand                   | Ecolo       | Frans      | |
| Evelyne Huytebroeck           | Ecolo       | Frans      | Vanaf 20 oktober 1989 voorzitter van de Ecolo-fractie in de COCOF. |
| Marie Nagy                    | Ecolo       | Frans      | Voorzitter van de Ecolo-fractie in het BHP en de VVGGC en tot 20 oktober 1989 voorzitter van de Ecolo-fractie in de COCOF. |
| Thierry de Looz-Corswarem     | FN-NF       | Frans      | |
| Alain Michot                  | FN-NF       | Frans      | |
| Jan De Berlangeer             | Volksunie   | Nederlands | Vervangt vanaf 12 juli 1989 Vic Anciaux, die staatssecretaris in de Brusselse Hoofdstedelijke Regering wordt. |
| Jan Béghin                    | CVP         | Nederlands | Ondervoorzitter (BHP/VVGGC). |
| Simonne Creyf                 | CVP         | Nederlands | Vervangt vanaf 12 juli 1989 Jos Chabert, die minister in de Brusselse Hoofdstedelijke Regering wordt. Creyf is voorzitter van de commissie Binnenlandse Zaken, Lokale Besturen en Agglomeratiebevoegdheden (BHP), ondervoorzitter van de RVGC en voorzitter van de commissie Onderwijs en Cultuur (RVGC). |
| Walter Vandenbossche          | CVP         | Nederlands | Voorzitter van de CVP-fractie (BHP/VVGGC). |
| Brigitte Grouwels             | CVP         | Nederlands | Vervangt vanaf 31 januari 1992 Marie-Jeanne Schoenmaekers-Clerckx, die voltijds schepen van Sint-Pieters-Woluwe wordt. Grouwels is vanaf 31 januari 1992 voorzitter van de commissie Gezondheid (VVGGC) en vanaf 27 februari 1992 secretaris van de RVGC, Schoenmaekers-Clerckx was tot 31 januari 1992 voorzitter van de commissie Gezondheid (VVGGC) en secretaris van de RVGC. |
| Dolf Cauwelier                | Agalev      | Nederlands | |
| Michiel Vandenbussche         | SP          | Nederlands | Vervangt vanaf 12 juli 1989 Rufin Grijp, die minister in de Brusselse Hoofdstedelijke Regering wordt. Vandenbussche is vanaf 13 juli 1989 secretaris (BHP/VVGGC), van 13 juli 1989 tot 31 januari 1992 voorzitter van de SP-fractie (BHP/VVGGC/RVGC) en vanaf 24 januari 1992 voorzitter van de RVGC en voorzitter van de commissie Algemene Zaken, Financiën en Begroting (RVGC), Grijp was tot 12 juli 1989 secretaris (BHP/VVGGC) en voorzitter van de SP-fractie (BHP/VVGGC/RVGC).                                                                 |
| Robert Delathouwer            | SP          | Nederlands | Vervangt vanaf 31 januari 1992 Robert Garcia, die voltijds lid van de Belgische Senaat wordt. Garcia was tot 24 januari 1992 voorzitter van de RVGC en voorzitter van de commissie Algemene Zaken, Financiën en Begroting (RVGC), Delathouwer is vanaf 31 januari 1992 voorzitter van de SP-fractie (BHP/VVGGC/RVGC). |
| August De Winter              | PVV         | Nederlands | Vanaf 12 juli 1989 voorzitter van de PVV/VLD-fractie (BHP/VVGGC/RVGC). |
| André Monteyne                | PVV         | Nederlands | Vervangt vanaf 22 juli 1994 Annemie Neyts, die lid wordt van het Europees Parlement. Monteyne was vanaf 22 juli 1994 secretaris (BHP/VVGGC/RVGC) en vanaf 28 oktober 1994 voorzitter van de commissie Welzijn en Gezondheid (RVGC), Neyts was voorzitter van de PVV-fractie tot 12 juli 1989 (BHP/VVGGC/RVGC), secretaris van 12 juli 1989 tot 19 juli 1994 (BHP/VVGGC/RVGC) en tot 19 juli 1994 voorzitter van de commissie Welzijn en Gezondheid (RVGC).                                                                                             |
| Roeland Van Walleghem         | Vlaams Blok | Nederlands | Vervangt vanaf 22 april 1994 Joris Van Hauthem, die voltijds lid van de Kamer van Volksvertegenwoordigers wordt. |